# Gabriele Ferretti (beato)
Il beato Gabriele Ferretti (Ancona, 1385 – Ancona, 12 novembre 1456) è stato un francescano italiano, compatrono di Ancona assieme a san Ciriaco di Gerusalemme, san Marcellino e san Liberio.

## Biografia
Nasce nella nobile famiglia anconetana dei Ferretti, dal conte Liverotto e dalla dama Alvisia. A 18 anni entra nell'Ordine dei frati minori francescani nel convento anconetano presso la chiesa di San Francesco ad Alto, lasciando le enormi ricchezze della sua famiglia d'origine ed inizia a studiare filosofia e teologia con ottimi risultati. 
Secondo la tradizione aveva spesso apparizioni della Madonna e con la sua benedizione curò molti ammalati. Nel 1425 fu nominato guardiano del convento di Ancona e, nel 1434, vicario provinciale. Fondò i conventi di Santa Maria delle Grazie a San Severino Marche, San Nicolò ad Ascoli Piceno e della Santissima Annunziata ad Osimo.
San Giacomo della Marca, mentre predicava in Bosnia, chiese l'ausilio del suo amico Gabriele, ma il Consiglio municipale di Ancona, nella seduta del 22 febbraio 1438, chiese al papa Eugenio IV di far rimanere il frate nella città, riconoscente delle sue virtù e delle sue preghiere; il pontefice accolse la richiesta della città. Nel 1449 fra' Gabriele lasciò l'incarico di vicario provinciale per ritornare in Ancona come superiore del convento di San Francesco ad Alto, fino al 1452.
La sua vita continuò comunque a rimanere all'interno del monastero, dove morì nel 1456; San Giacomo della Marca diresse l'elogio funebre davanti al Senato ed al popolo anconitano. Le sue spoglie ebbero un'umile sepoltura, nella nuda terra, a sinistra della porta dell'adiacente chiesa di San Francesco ad Alto; nel 1489 il corpo fu traslato in un sepolcro marmoreo fatto scolpire dalla sorella Paolina Ferretti, posto accanto all'altare della chiesa. Questo sepolcro è oggi conservato nel Museo Diocesano di Ancona. 
Numerosi miracoli avvennero per intercessione del frate Gabriele, che il 9 settembre 1753 venne proclamato beato da papa Benedetto XIV; egli viene festeggiato il 12 novembre.
Dopo la secolarizzazione della chiesa e la sua trasformazione in ospedale militare, il corpo del beato venne traslato il 14 maggio 1862 nella Cripta dei Protettori del duomo di Ancona e successivamente, il 30 gennaio 1943, nella chiesa di San Giovanni Battista, affidata a quegli stessi frati minori fra i quali il Beato Ferretti svolse tutto il suo servizio sacerdotale.